# 瑞山机场
瑞山机场是一座位于韩国忠清南道瑞山市附近的军用机场。它的正式名称是瑞山战斗机场，于 1997 年竣工。
该机场连同军事基地面积达11.9平方公里，是韩国最大的空军基地，也是东亚最大的空军基地之一。其总面积是金浦国际机场7.3平方公里的1.63倍。由于修建初期时没有与当地居民事先协商，遭到当地居民的强烈反对。该机场于 1991 年开始建造，并于 1997 年竣工。它有两条跑道，尺寸为 2,743 米 x 46 米，以及四条平行的滑行道。与此同时，第20战斗机联队于1996年12月2日成立并开始使用该机场。

## 驻扎部队

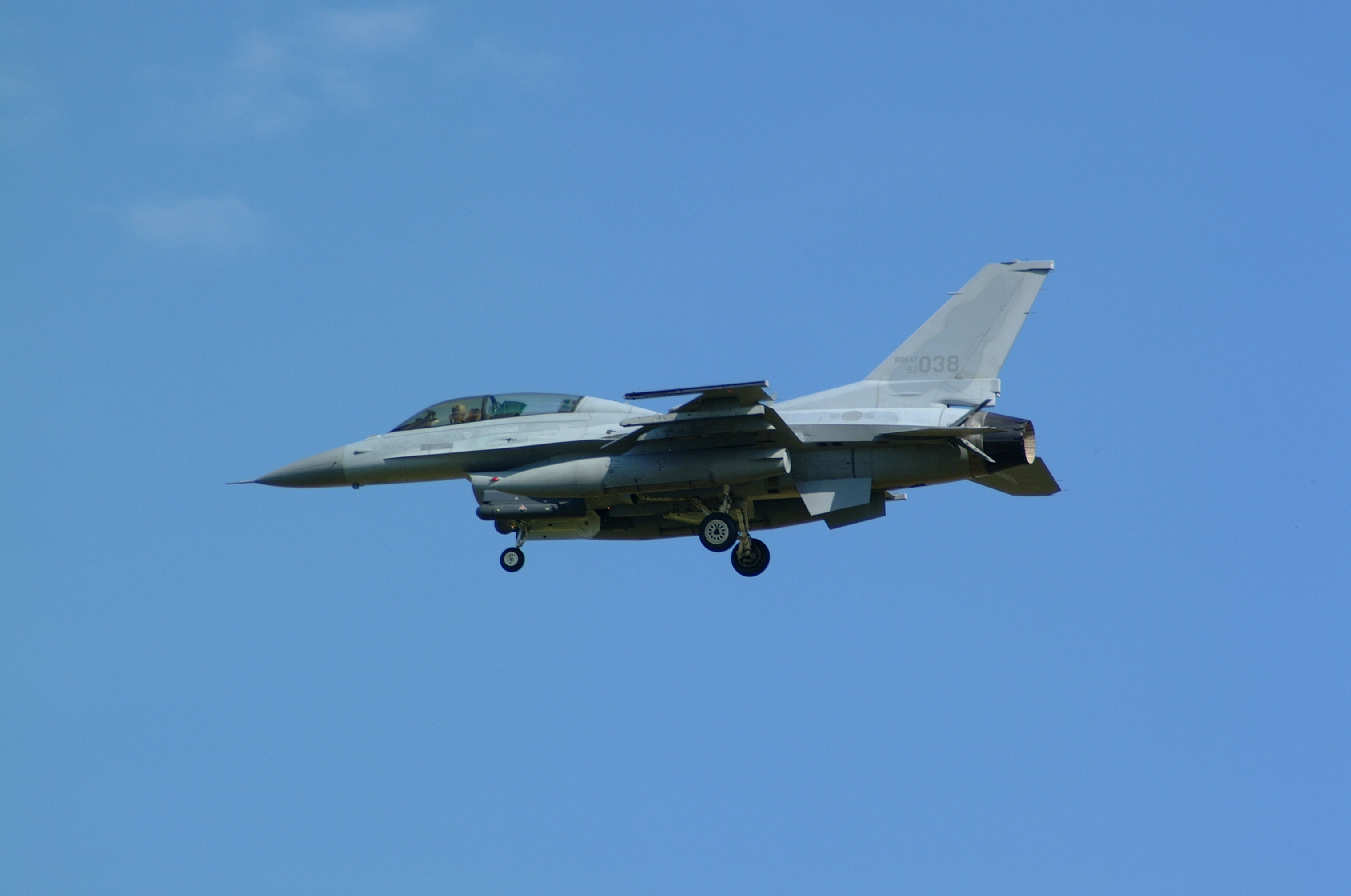
KF-16D 降落在瑞山

该基地部署了韩国空军第 20 战斗机联队 (제20전투비행단)，包括：
- 第 120 战斗机中队，装备KF-16C/D （Block52）
- 第 121 战斗机中队，装备 KF-16C/D（Block52）
- 第 123 战斗机中队，装备 KF-16C/D（Block52）
- 第 157 战斗机中队，装备 KF-16C/D（Block52）

## 事故
- 1997年9月18日，KF-16C#92-004号机因发动机故障坠毁，飞行员成功弹射逃生[3]
- 2002年2月26日，KF-16C-52 #93-4087 因发动机起火坠毁，飞行员成功弹射逃生[4]
- 2007年7月20日，KF-16D #93-117 在从瑞山起飞进行夜间飞行时坠毁在海上，两名机组人员全部遇难[5]